# Sophie de Goede
Sophie de Goede (Victoria, 30 giugno 1999) è una rugbista a 15 canadese, che gioca nel ruolo di terza linea centro nel Castaway Wanderers; dal 2022 è capitana della nazionale del suo Paese.

## Biografia
Figlia di due rugbisti internazionali, Hans de Goede, olandese di nascita e capitano del Canada alla Coppa del Mondo 1987, e Stephanie White, che nello stesso anno fu la prima capitana delle Canucks, è cresciuta praticando, oltre al rugby, pallavolo e pallacanestro nella squadra della scuola a Victoria, in Columbia Britannica.
Si dedicò completamente al rugby dopo avere assistito a Parigi alla finale della Coppa del Mondo 2014 in cui le canadesi persero 9-21 contro l'Inghilterra.
Originariamente mediano d'apertura, quando entrò nella sua prima squadra seniores passò al ruolo di terza linea centro.
Nominata miglior giovane giocatrice canadese nel 2017, entrò alla Queen's University in Ontario e compì la trafila delle squadre giovanili nazionali e in un'occasione fu proprio sua madre a consegnarle la maglietta numero 8 prima di un incontro dell'Under-18 a Londra.
Il debutto in nazionale maggiore avvenne durante le Super Series 2019 a San Diego (California) contro la Nuova Zelanda; nonostante la sconfitta 20-35, de Goede bagnò l'esordio con una meta.
Nel 2020 fu per una stagione in Inghilterra al Saracens, dopo quasi un anno di stop per via delle restrizioni imposte dalla pandemia di COVID-19.
Nel 2022 fu nominata capitana della nazionale canadese, ruolo che tenne nella successiva Coppa del Mondo 2021 in Nuova Zelanda, posticipata di un anno per via della citata pandemia, in cui il Canada giunse quarto; le sue prestazioni nella manifestazione le valsero l'ammissione nel gruppo delle cinque candidate al titolo di miglior giocatrice del 2022.